# Гоноратка (Оратовский район)
Гоноратка (укр. Гоноратка) — село на Украине, находится в Оратовском районе Винницкой области.
Код КОАТУУ — 0523181702. Население по переписи 2001 года составляет 348 человек. Почтовый индекс — 22600. Телефонный код — 4330.
Занимает площадь 1,037 км².

## Адрес местного совета
22643, Винницкая область, Оратовский р-н, с. Зарудье, ул. Центральная, 1